# Цвіренко Максим Ігорович
Цвіренко Максим Ігорович (нар. 6 грудня 1998, Харків, Україна) — український футболіст, що грав на позиції центрального захисника, а також футбольний тренер. У 2016—2021 роках виступав за харківський «Металіст 1925», з яким пройшов шлях від аматорського чемпіонату України до виходу в українську Прем'єр-лігу.

## Біографія

### Кар'єра гравця
Почав займатися футболом у вісім років. Вихованець академії харківського «Металіста». Виступав за «жовто-синіх» у вищій лізі чемпіонату України ДЮФЛУ U-14, U-16 і U-17.
У 2015—2016 роках провів 27 матчів у Чемпіонаті Харківської області за команду «Статус» (Кегичівка).
У серпні 2016 року став гравцем «Металіста 1925». Дебютував за команду 21 серпня в першій офіційній грі в історії харківського клубу — проти «Інгульця-3» (2:1) у рамках чемпіонату України серед аматорів. Цвіренко вийшов у стартовому складі та провів увесь матч. Дебют гравця в професійних змаганнях стався 2 травня 2017 року в грі Другої ліги «Металіст 1925» — «Мир» (Горностаївка) (1:4). Максим вийшов на поле на 70-й хвилині замість Олександра Жданова. У Першій лізі дебютував 20 жовтня 2018 року, зігравши повний матч проти кропивницької «Зірки» (3:0).
У сезоні 2019/20 Цвіренко став основним гравцем «Металіста 1925», зігравши в усіх 12-ти перших матчах команди в чемпіонаті (в 11 з них футболіст вийшов у стартовому складі та відіграв повну гру). 10 серпня 2019 року Максим відзначився голом у ворота львівського «Руху» (1:1), відкривши рахунок на 19-й хвилині. Завдяки вдалій грі в цьому матчі Цвіренко був включений до символічної збірної туру в Першій лізі за версіями Footboom, а також Wyscout і SportArena.

### Тренерська кар'єра
У січні 2023 року призупинив кар'єру гравця та став тренером-аналітиком «Металіста 1925», увійшовши до тренерського штабу Едмара. Продовжував працювати тренером-аналітиком харківської команди в тренерських штабах Олега Голодюка та Віктора Скрипника. 29 липня 2024 року був призначений на посаду старшого тренера «Металіст 1925-2». За деякими даними Цвіренко став наймолодшим головним тренером в українському професійному футболі.

### Блогерська діяльність
На початку 2022 року Максим почав вести ютуб канал, у якому він робив огляди матчів з тактичної точки зору. Станом на травень 2022 року канал мав понад 3000 підписників.

## Досягнення
«Металіст 1925»:
 Бронзовий призер Першої ліги України: 2020/21
 Бронзовий призер Другої ліги України: 2017/18
 Віце-чемпіон Чемпіонату України серед аматорів: 2016/17